# ضامن‌آباد (سقز)
ضامن‌آباد(به کردی: زامناوا، Zaminawa) روستایی از توابع بخش زیویه در شهرستان سقز است که در استان کردستان ایران قرار دارد.

## جمعیت
این روستا در دهستان امام واقع شده و براساس سرشماری سال ۱۳۸۵، جمعیت آن ۱۰۲ نفر (۲۲ خانوار) بوده‌است.